# 奥村政朋
奥村 政朋（おくむら まさとも、1980年3月12日 - ）は日本のプロダクトデザイナー。
大阪府出身。宝塚造形芸術大学（現、宝塚大学）卒業。
2006年度に「リールリードライトスター」、2010年度に「リールリードハンディ」、2011年度には「リールリードスマートコントロール」(PETIO)で、グッドデザイン賞を受賞。